# Feeder (transport)

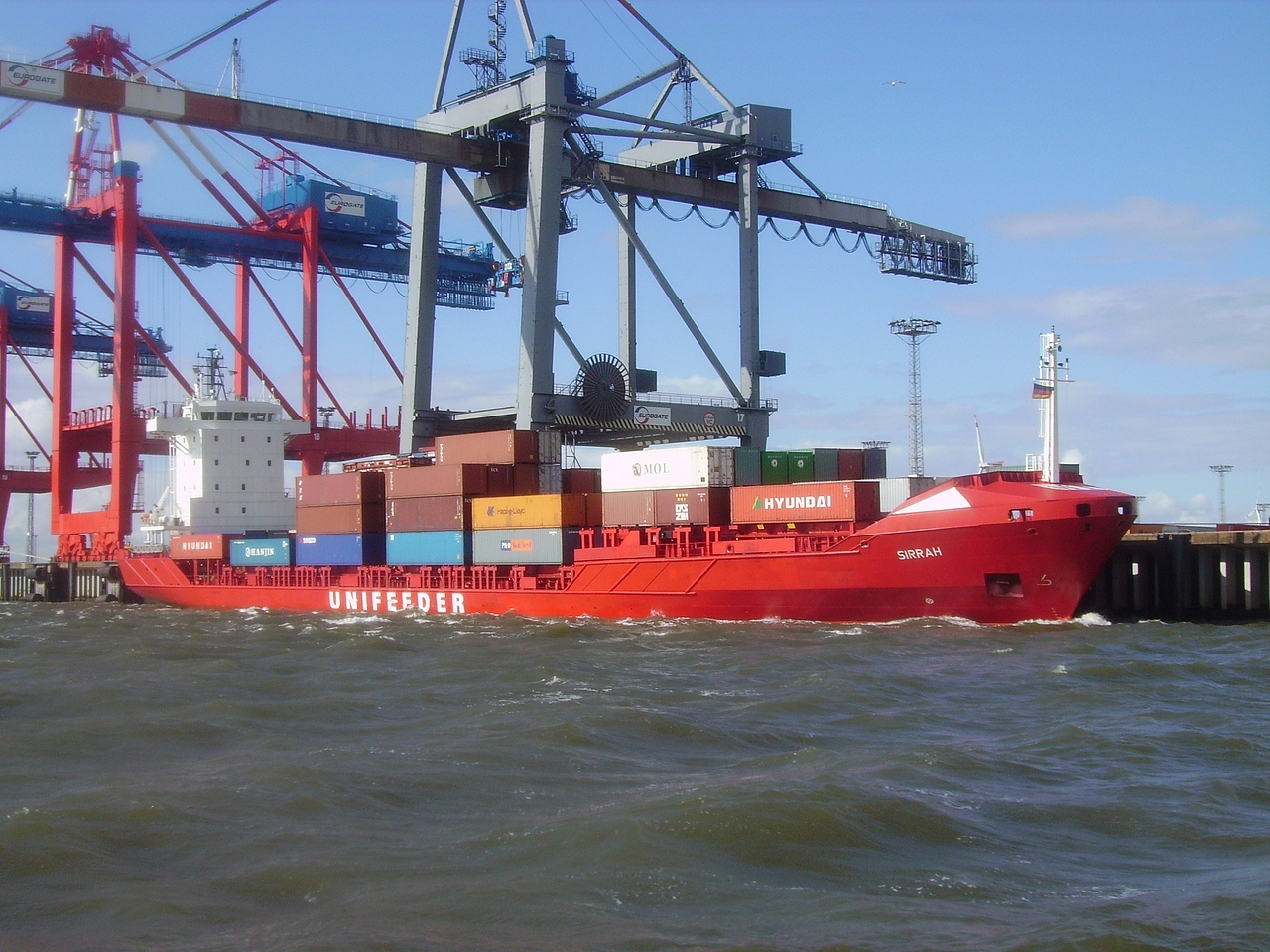
Feeder Sirrah

Feeder lub fider to rodzaj statku różnych rozmiarów, głównie jednak kojarzony ze statkiem morskim ze średnią pojemnością od 300 do 500 TEU. Feedery zbierają kontenery z różnych portów i transportują je do głównego terminala kontenerowego, gdzie są ładowane na większe jednostki. W ten sposób małe statki "karmią" (ang. "feed") wielkie kontenerowce zdolne do przewozu tysięcy kontenerów. Z biegiem lat firmy zajmujące się transportem feederami ustanowiły stałe i regularne trasy dla tych statków.
Feedery są często używane przez firmy specjalizujące się w transporcie bliskomorskim. Firmy te nie tylko specjalizują się w dowożeniu kontenerów do większych terminali (jak np. Rotterdam), ale również transportem ładunków do i między mniejszymi terminalami, np. z portów niemieckich (Hamburg, Bremerhaven) do portów na Bałtyku.

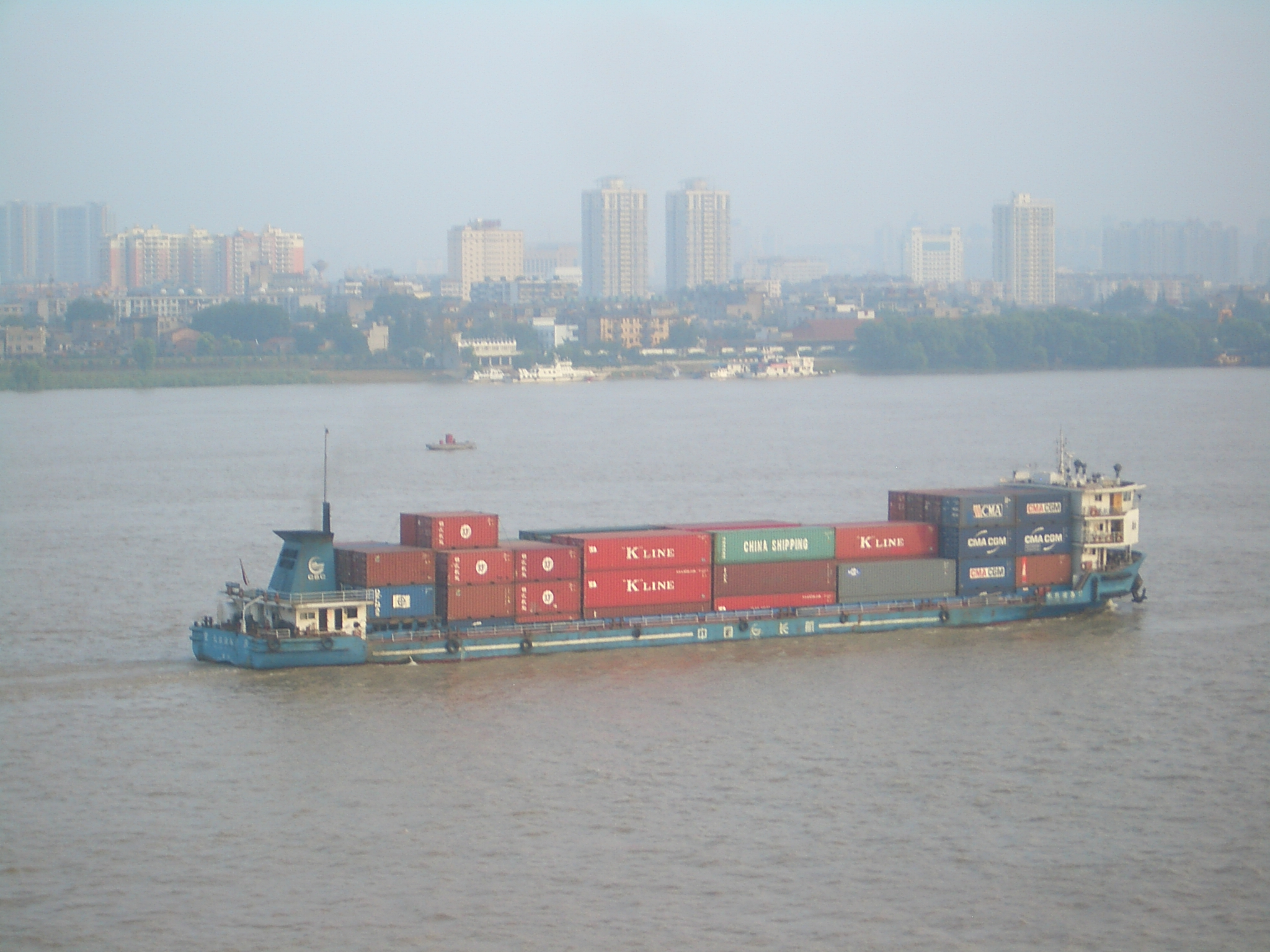
Mały kontenerowiec na Jangcy w Wuhanie